# أنطونيو غيسبير
أنطونيو غيسبير (بالإسبانية: Antonio Gisbert)‏ هو رسام إسباني، ولد في 19 ديسمبر 1834 في ألكوي في إسبانيا، وتوفي في 27 نوفمبر 1901 في باريس في فرنسا.